# Enfileirado

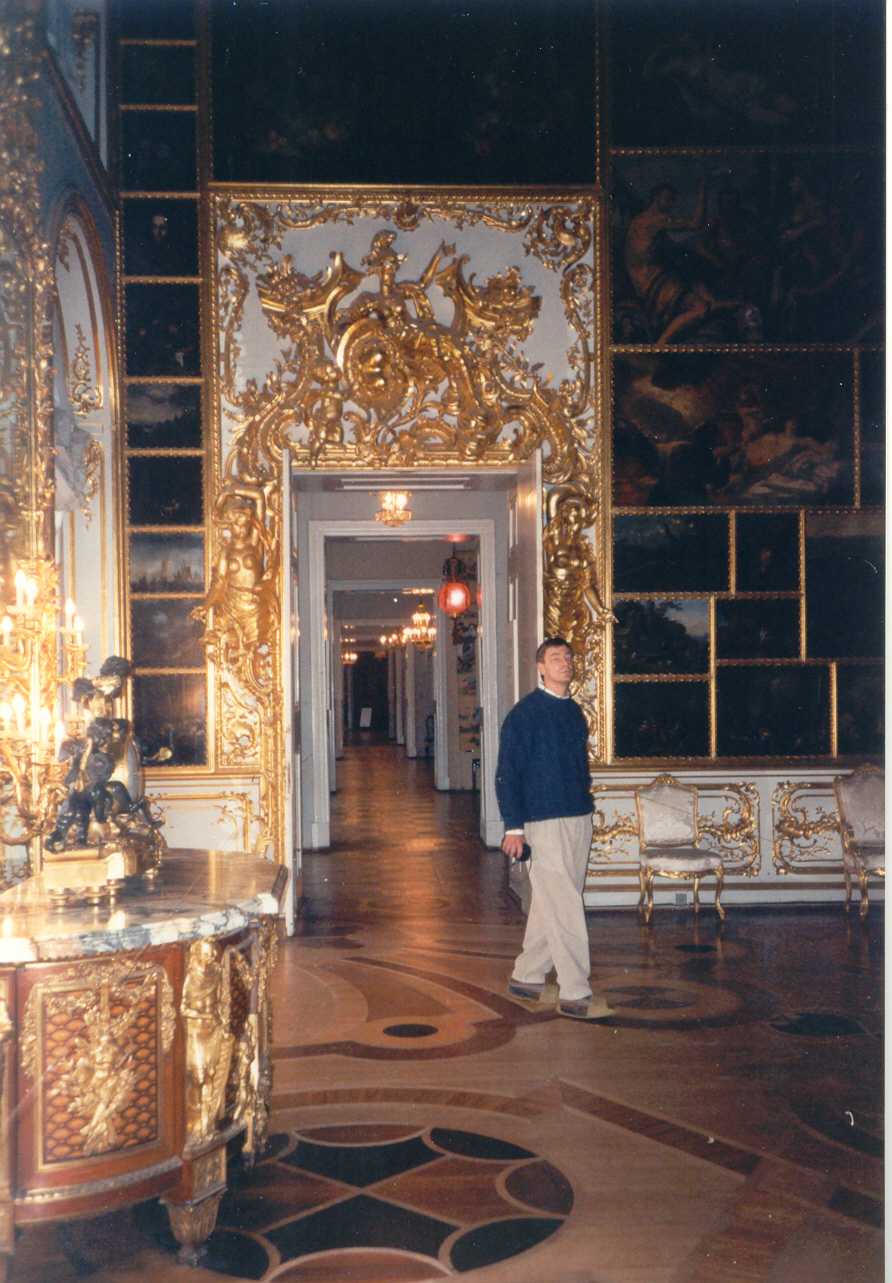
Vista através de um enfileirado em um palácio em São Petersburgo

Em arquitetura, um enfileirado é uma suíte de quartos formalmente alinhados uns com os outros.[carece de fontes?] Esta foi uma característica comum na grande arquitetura européia do período barroco em diante, embora existam exemplos anteriores, como o Stanze do Vaticano. As portas que entram em cada sala estão alinhadas com as portas das salas de conexão ao longo de um único eixo, proporcionando uma vista através de todo o conjunto de quartos. O enfileirado pode ser usado como uma via processional e é um arranjo comum em museus e galerias de arte, pois facilita o movimento de um grande número de pessoas através de um prédio.

## National Gallery (Londres)
O arquiteto Charles Barry usou uma série de enfileirados em sua extensão para a National Gallery, em Londres, que foi construída como uma galeria de arte. Estes foram estendidos e adicionados na recente Asa Sainsbury (apesar de a asa estar em um ângulo do edifício anterior), de modo que agora a visão do enfileirado mais longa atravessa quinze quartos.